# Leisefuchs

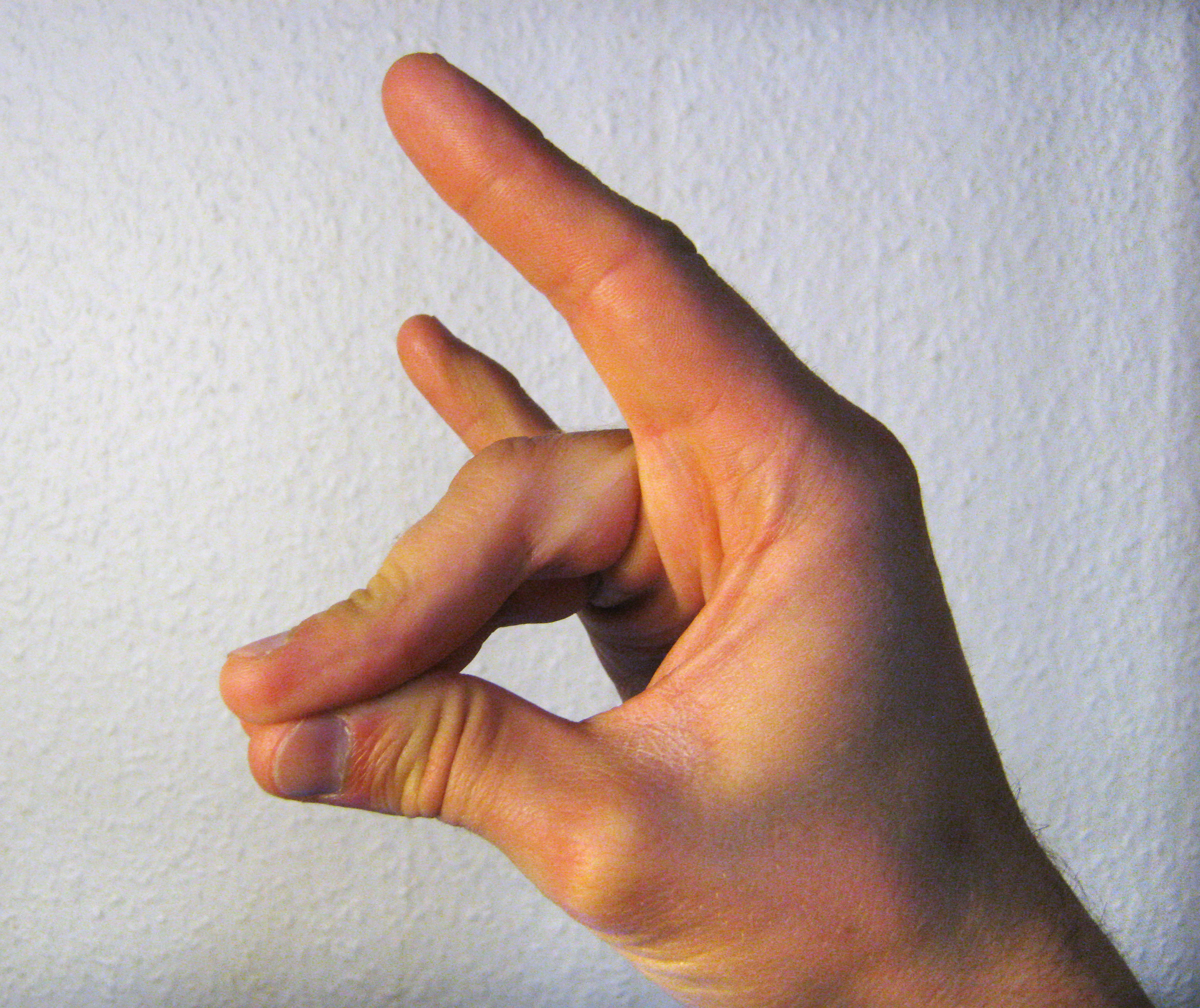
Der Leise- oder Schweigefuchs

Der Leisefuchs, auch Flüsterfuchs, Lauschefuchs oder Schweigefuchs genannt, ist ein Handzeichen, bei dem der Zeige- und kleine Finger nach oben gestreckt, während Mittel- und Ringfinger gegen den Daumen gepresst werden. Dabei wird der Kopf eines Fuchses imitiert, dem das Handzeichen seinen Namen zu verdanken hat. Es gleicht optisch dem Wolfsgruß, einem panturkistischen Erkennungs- und Grußzeichen, das auch von den türkischen rechtsextremen Grauen Wölfen verwendet wird.

## Anwendungsbereiche

### Pädagogik
In der Pädagogik fungiert der Leisefuchs als Zeichen nonverbaler Kommunikation. Steigt der Lärmpegel innerhalb einer Gruppe über ein bestimmtes Maß, kann die Leitungsperson die Hand heben und den Leisefuchs zeigen. Der Leisefuchs hat seine Ohren gespitzt und sein Maul geschlossen. Es soll die Personen innerhalb der Gruppe dazu anregen, es dem Leisefuchs gleichzutun – zuzuhören und nicht mehr zu sprechen.
Anwendung findet das Handzeichen dabei vor allem in der Grundschulpädagogik und in Kindergärten. Aufgrund der Ähnlichkeit mit dem Wolfsgruß wird der Leisefuchs aber zunehmend verdrängt. Als Alternativen haben sich mehrere Methoden entwickelt, wie der Einsatz von akustischen Signalen (z. B. Klangschalen) oder aktiver Bewegung.

### Logopädie
Den Ruhe schaffenden Effekt macht man sich auch in der Logopädie zunutze. So findet der Leisefuchs oftmals Anwendung bei der Festlegung von Kommunikationsregeln innerhalb einer Familie. Durch die Beruhigung der konkurrenzhaften Sprecherumgebung („Es spricht immer nur einer!“) gelingt es, den Zeitdruck beim Sprechen zu minimieren. Dies wirkt sich positiv auf die Poltersymptomatik vor allem bei Kindern aus.